# Devario
Devario, voorheen Danio, is een geslacht van straalvinnige vissen uit de familie van karpers (Cyprinidae). De algemene Nederlandse naam danio wordt voor vissen binnen dit geslacht en het geslacht Danio gebruikt. 

## Soorten
- Devario acuticephala (Hora, 1921)
- Devario acrostomus (Fang & Kottelat, 1999)
- Devario aequipinnatus (McClelland, 1839)
- Devario affinis (Blyth, 1860)
- Devario annandalei (Chaudhuri, 1908)
- Devario anomalus Conway, Mayden & Tang, 2009
- Devario apopyris (Fang & Kottelat, 1999)
- Devario apogon (Chu, 1981)
- Devario assamensis (Barman, 1984)
- Devario auropurpureus (Annandale, 1918)
- Devario browni (Regan, 1907)
- Devario chrysotaeniatus (Chu, 1981)
- Devario devario (Hamilton, 1822)
- Devario fraseri (Hora, 1935)
- Devario fangfangae (Kottelat, 2000)
- Devario gibber (Kottelat, 2000)
- Devario horai (Barman, 1983)
- Devario interruptus (Day, 1870)
- Devario jayarami (Barman, 1984)
- Devario kakhienensis (Anderson, 1879)
- Devario laoensis (Pellegrin & Fang, 1940)
- Devario leptos (Fang & Kottelat, 1999)
- Devario malabaricus (Jerdon, 1849)
- Devario manipurensis (Barman, 1987)
- Devario maetaengensis (Fang, 1997)
- Devario naganensis (Chaudhuri, 1912)
- Devario neilgherriensis (Day, 1867)
- Devario ostreographus (McClelland, 1839)
- Devario pathirana (Kottelat & Pethiyagoda, 1990)
- Devario peninsulae (Smith, 1945)
- Devario regina (Fowler, 1934)
- Devario sondhii (Hora & Mukerji, 1934)
- Devario suvatti (Fowler, 1939)
- Devario salmonata (Kottelat, 2000)
- Devario spinosus (Day, 1870)
- Devario shanensis (Hora, 1928)
- Devario strigillifer (Myers, 1924)
- Devario xyrops Fang & Kullander, 2009
- Devario yuensis (Arunkumar & Tombi Singh, 1998)